# Robert Kechichian
Pour les articles homonymes, voir Kechichian.
Robert Kéchichian est un réalisateur, acteur et scénariste franco-arménien.

## Filmographie

### Assistant réalisateur
- 1984 : Joyeuses Pâques de Georges Lautner
- 1986 : L'Amant magnifique d'Aline Issermann
- 1987 : Maladie d'amour de Jacques Deray
- 1988 : L'Insoutenable légèreté de l’être de Philip Kaufman
- 1989 : Les Bois noirs de Jacques Deray
- 1996 : Beaumarchais, l'insolent d'Édouard Molinaro
- 1997 : Didier d'Alain Chabat
- 1999 : Trafic d'influence de Dominique Farrugia
- 1999 : Bricol' Girls d'Alain Chabat
- 2000 : Taxi 2 de Gérard Krawczyk
- 2002 : Astérix et Obélix : Mission Cléopâtre d'Alain Chabat

### Réalisateur
- 2002 : Aram
- 2005 : Brûlez Rome! (Docufiction produit par France Télévision)
- 2006 : Arménie, la Renaissance (auteur Hélène Kosséian-Bairamian, Produit par Strategical Position et Open Art Productions)
- L'Espionne qui boite, documentaire français (52 min) retraçant l'activité de Virginia Hall durant la guerre, à base d'archives et de reconstitutions avec des comédiens ; diffusion sur France 5 le 18 novembre 2012. Ladybirds Films